# Teo Manuel Abad
Teo Manuel Abad (La Coruña, 14 de septiembre de 1953) es un director y realizador gallego de cine y televisión.

## Biografía
En los años 70 forma parte de los grupos pioneros del cine gallego contemporáneo a través del equipo “Imaxe” en formatos de Super 8 y 16 mm. Más tarde participó en la fundación de la primera productora audiovisual de Galicia, Espello Video Cine y, como fotógrafo, en grupos experimentales como “A Carón”. Fue corresponsal gráfico de la primera revista en gallego, “Teima” y seleccionado para el primer Anuario Fotográfico Español (“Quinta generación”), editado por la mítica revista Nueva Lente.
En los noventa forma parte de la nueva generación de videocreadores, siendo seleccionado por el Museo de Arte Reina Sofía para la primera antología de videocreación en España, “La imagen sublime” (1987), y posteriormente (1993) para sus “Visionarios Españoles”. Tiene obra permanente en el Centro Galego de Arte Contemporánea (“Prologo”).
Fue socio fundador de las empresas audiovisuales “Espello Video Cine”, “Triax”, “Zenit” (con Gestmusic Endemol) y “Formateo”, así como creador de formatos para diversas productoras como “Comunicasom” (Lisboa), Video Voz, CTV, Pequeno hotel, Faro TV, Artiket, Pórtico de Comunicaciones... También formó parte de la primera promoción que puso en marcha la Televisión de Galicia donde fue Jefe de Realización.

## Obras
- Contraaluz (2017), Documental de Formateo S.L[1]
- Verbenalia (2016), Musical, de Tex 45
- A busca da mirada (2014), Documental, da Academia Galega do Audiovisual[2]
- Galicia 112. Magazine. Portico de Comunicaciones
- Sexo, entre o ceo e a terra (2010), Documental de Formateo S.L. y Faro T.V[3]
- Flores Tristes (2008), Documental, de Formateo S.L., Portico de Comunicación Tac Producciones.[4]
- Son de estrelas (2007) Musical, Voz Audiovisual
- Amalia, última noticia (2006), Documental, de T.V.G.
- Xacobeo (2004 y 1999). Espectáculos. Junta de Galicia
- Con perdón (2003). Entretenimiento. Comunicasom (Lisboa)
- Xacobeo (1999). Espectáculos. TVG.
- A vida aberta (1998). Docushoap. con Zenit Multimedia
- A rosalia. Documental (1997)
- Estrelas, o programa. Concurso (1995)
- Lendas do mar. Documental (1993) TVG
- Luar (1992) Musical. TVG[5]
- Mar a Mar (1991) Musical. Televisión Española, Radio Television Portuguesa, Televisión de Galicia, Canal Sur, Euskal Telebista, Tele Madrid más
- Televisión Pirata Experimental (1990)
- A Fala (1990) Especial Musical. TVG
- Corazonada (1989) Magazine.
- A mellor TV do mundo (1989) TVG.[6]

## Ficción
- Pequeno hotel. Sitcom (2002)[7]
- Contar (1994)[8]
- Hardo (1991)[9]
- 365 (1990).[10]
- Prologo (1986)[11]
- O neno con pernas de Pomba (1985)[12]
- Denantes (1984)[13]